# 里奇·克羅雪爾
里奇·克羅雪爾（英語：Richard Steven Croushore，1970年8月7日—），前美國職棒大聯盟右投手，主要擔任中繼投手，投球和打擊的慣用手都是右手，身高6英尺4英寸（193公分），體重210磅（95公斤）。他曾經在大聯盟打了3個球季；從1998年至2000年，分別效力於聖路易紅雀、科羅拉多洛磯和波士頓紅襪隊。

## 業餘時代
克羅雪爾出生於紐澤西州萊克赫斯特，1993年畢業於詹姆斯·麥迪遜大學。

## 職業生涯

### 聖路易紅雀
1993年5月27日，克羅雪爾以業餘自由球員身分與聖路易紅雀隊簽約。他首先從小聯盟短期1A的格倫斯瀑布紅鳥隊起步，一直到1997年升上3A的路易維爾紅鳥隊，都待在紅雀的小聯盟球隊。1998年5月18日，27歲的克羅雪爾首度升上大聯盟；後援上場面對佛羅里達馬林魚隊，主投2局失掉2分，無關勝敗；終場紅雀隊以3比7敗給馬林魚隊。他在新人球季出賽41場，繳出0勝3敗6中繼8救援、防禦率4.97的成績。1999年，克羅雪爾在球隊的角色更加吃重，整季出賽59場，71又2/3局的投球中，繳出3勝7敗14中繼3救援、防禦率4.14、三振88次的成績；出賽場次是全隊投手第3高，三振數則是第4多，K9值（三振率）高達11.1；出賽場次、投球局數、勝投、防禦率和三振都是生涯最佳。
1999年球季結束後，紅雀隊將克羅雪爾、投手曼尼·艾巴、內野手布倫特·巴特勒和投手荷西·希門尼斯交易到科羅拉多洛磯隊，換取3名投手路德·海克曼、達里爾·凱爾和戴夫·韋雷斯。自簽約以來，他在紅雀隊的小聯盟系統度過6個球季；升上大聯盟後，迎來職業生涯最出色的2個球季，總計後援出賽100場，繳出3勝10敗20中繼11救援、防禦率4.50、三振135次的成績。

### 科羅拉多洛磯
交易到洛磯隊後，克羅雪爾僅出賽6場，繳出防禦率8.74的不理想表現。2000年7月27日，洛磯隊將他和投手羅蘭多·阿羅霍、二壘手麥克·蘭辛及現金交易到波士頓紅襪隊，換取二壘手傑夫·弗萊、投手布萊恩·羅斯和投手約翰·瓦斯丁。

### 波士頓紅襪
克羅雪爾在紅襪隊度過2000年剩餘的球季；隔年的1月18日，又被交易到紐約大都會隊，以換取小聯盟球員法蘭克·葛拉罕（Frank Graham）。他在紅襪隊僅出賽5場，繳出防禦率5.79的成績。2000年10月1日，最後一次在大聯盟出賽面對坦帕灣魔鬼魚隊，雙方以2比2延長至10局下半；克羅雪爾造成1人出局滿壘時，雖然讓打者弗瑞德·麥葛里夫擊出內野滾地球，但未能成功策動雙殺，三壘跑者傑森·泰納奔回本壘得到再見分；最後紅襪隊就以這1分落敗，他也承擔敗投。
此後，克羅雪爾輾轉於大都會、魔鬼魚、馬林魚、金鶯和紅人的小聯盟球隊，並未再上過大聯盟。大聯盟征戰3個球季，他在111場後援出賽中，留下5勝11敗20中繼11救援、防禦率4.88、三振149次的成績。

## 教練生涯
職業生涯期間及退役後，克羅雪爾曾在本頓高中擔任投手教練。2020年，他加入雪蘭多大學擔任投手教練與負責球員招募工作。

## 職棒生涯成績
| 年度 | 球隊 | 勝場 | 敗場 | 防禦率 | 場次 | 先發 | 完投 | 完封 | 中繼 | 救援 | 局數  | 被安打 | 被全壘打 | 四壞 | 奪三振 | WHIP |
| 1998 | STL  | 0    | 3    | 4.97   | 41   | 0    | 0    | 0    | 6    | 8    | 54.1  | 44     | 6        | 29   | 47     | 1.34 |
| 1999 | STL  | 3    | 7    | 4.14   | 59   | 0    | 0    | 0    | 14   | 3    | 71.2  | 68     | 9        | 43   | 88     | 1.55 |
| 2000 | COL  | 2    | 0    | 8.74   | 6    | 0    | 0    | 0    | 0    | 0    | 11.1  | 15     | 1        | 6    | 11     | 1.85 |
| 2000 | BOS  | 0    | 1    | 5.79   | 5    | 0    | 0    | 0    | 0    | 0    | 4.2   | 4      | 0        | 5    | 3      | 1.93 |
| 2000 | 合計 | 2    | 1    | 7.88   | 11   | 0    | 0    | 0    | 0    | 0    | 16.0  | 19     | 1        | 11   | 14     | 1.88 |
| 3年  | 3年  | 5    | 11   | 4.88   | 111  | 0    | 0    | 0    | 20   | 11   | 142.0 | 131    | 16       | 83   | 149    | 1.51 |

## 外部連結
- 球員資訊和成績在MLB，ESPN，Baseball-Reference，Fangraphs，Baseball-Reference (Minors)（英文）, or Retrosheet （页面存档备份，存于）